# Elizio
Elizio, também conhecido como Mister ODC (ODC: Original Di Cabo Verde), é um cantor e compositor nascido em Angola em 1979, de origem cabo-verdiana.
Revelado com o título 10 fois, 100 fois, um dueto com Perle Lama em 2003, Elizio atende rapidamente seu primeiro sucesso solo grande com Melodia, que o levou ao topo da cena do zouk. O artista, em seguida, liga os tubos e expande seu universo musical com mais de 70 títulos, que vão desde dancefloor geral, com sons como Bad Man em Kizomba com Angel ou Make Love on tempo em particular, através da kuduro como Sabi Di Mas.

## Biografia
Fugindo dos massacres da guerra civil em Angola, Elizio chega a França com sua mãe com a idade de 2 anos. É em Paris que ele faz toda a sua escolaridade para a universidade, a fim de se tornar um professor de desporto. Sua paixão pelo hip hop, eventualmente, levou rapidamente para o mundo musical.

Em 2001, ele ocorre em cenas Ragga, hip hop em Paris e nas províncias. Seu encontro com o artista Kaysha marca o início de sua carreira como compositor e intérprete.

### Início de carreira
Em 2002, ele escreveu e levanta a voz nos álbuns dos maiores nomes da cena Africano Caribe como Kaysha e Soumia.
Nesse mesmo ano, o artista Passi oferece-o a participar na compilação Dis l'heure de zouk, que tornou-se um disco de ouro duplo com o título Laisse parler les gens.

### Primeiro álbum solo
Em Outubro de 2003 Elizio lançou seu primeiro álbum solo Original Di Cabo Verde.
O título 10 fois, 100 fois em apresentando com Perle Lama permanece seis meses o número 1 do ranking no afro-caribenha e é recompensado melhor duo em 2004 por Dynamitch d'Or.

Títulos Melodia, Amor (com Princess Lover) e Chupa (com Kaysha) no mesmo álbum também tem um monte de sucesso e permitir que ele seja um grande nome no mundo da música. Ele então excursionou em mais de quinze países da Europa para a África através dos Estados Unidos.

### Ascensão
Em junho de 2005, seu segundo álbum parece Carpe Diem. Títulos Carpe Diem em dueto com Lynnsha, Tu n'oublieras jamais, com Priscila e Ne me laisse pas, em particular, são sucesso consistente.

Alguns anos mais tarde, Elizio criou sua própria gravadora Dolce Melody.
Foi em março de 2008 que o terceiro álbum, Confirmação é lançado no mercado em uma edição limitada de CD / DVD. Ele também conhece vários sucessos, incluindo Bonita, Make Love on Tempo, Plus Loin, plus haut e Kuduro Sabi di mas.
Este álbum é o álbum mais vendido em 2009 no mercado Lusófono Africano.
Ele também é indicado para Kora Music Awards este ano com o título Make Love on Tempo.
Hoje, os vídeos no Youtube Elizio totalizando mais de 16 milhões de visualizações, sem o auxílio de qualquer casa de unidade nacional.

## Estilo Musical
Nascido em cena o zouk, o artista Elizio ganhou um grande público através de sua música original que combina diferentes mundos musicais, combinando ritmos urbanos, pop, afro-caribenhos e electro. Showman real no palco, ele leva a dança a partir de todas as esferas da kizomba generalista, através de kuduro.

## Discografia
- Outubro de 2003: Original di Cabo Verde
- Junho 2005: Carpe Diem
- Março de 2008: Confirmação
- Dezembro de 2010: I'm back

## Registros e prêmios
| Ano  | Título             | Tipo   | Registro ou prêmio                                            |
| ---- | ------------------ | ------ | ------------------------------------------------------------- |
| 2003 | 10 fois, 100 fois  | título | seis meses manteve-se o número 1 do ranking em afro-caribenha |
| 2004 | 10 fois, 100 fois  | título | eleito o melhor dueto Dynamitch d'Or                          |
| 2009 | Confirmaçao        | álbum  | mais vendido no mercado Português                             |
| 2009 | Make love on tempo | título | nomeado para os Kora Music Awards                             |